# Manzanal del Barco
Manzanal del Barco est une municipalité espagnole de la communauté autonome de Castille-et-León et de la province de Zamora. En 2024, elle comptait 128 habitants..

## Localisation et climat
Manzanal del Barco se situe à l'extrémité ouest du plateau castillan (Meseta Iberica), à environ 700 m d'altitude.La capitale provinciale, Zamora, se trouve à 33 km (en voiture) au sud-est. La rivière Esla borde la commune à l'est et au sud-est. Le climat continental tempéré est rarement influencé par l'Atlantique ; les précipitations (539 mm/an) tombent principalement en hiver.

## Évolution démographique
| Année      | 1970 | 1981 | 1991 | 2001 | 2011 | 2021 | 2024 |
| Population | 435  | 296  | 237  | 205  | 156  | 130  | 128  |

Le déclin démographique important de la seconde moitié du XXe siècle est principalement dû à la mécanisation de l’agriculture et à la perte d’emplois et l'exode rural qui en découle.